# Dafne Marahuntha
Dafne Marahuntha es una banda de ska colombiana, formada en Chaparral, Tolima en el año 2001. Se caracteriza por fusionar Ska, Reggae, Rock y ritmos colombianos.
Dafne nace como una inquietud artística y musical que propone en el escenario una descarga de ritmos del mundo fusionados con folklore colombiano, han recorrido la geografía colombiana llevando un mensaje de esperanza, trabajo, el cual es bien recibido por su público que lo acompaña.
Han sido galardonados en una diversidad de premios de la música en su país, gracias a su trayectoria y perseverancia musical.
Trabajan también en un grupo social llamado "Por un mundo mejor" preocupados por el mejoramiento del entorno de la comunidad menos favorecida.

## Formación
- Fabián Castro (El Tigre): Vocalista
- Cesar Evans: Teclado
- Diego Cleves:Batería
- Felipe Jiménez (Pipe): Guitarra
- Jaiber Bermúdez: Bajo
- Juan Pinto: Trombón
- Francisco Ruiz (Jordi): Trompeta

## Discografía

### Álbumes
- 2008 - Dafne

### Sencillos
- 2002 - El pasajero de atrás